# 奉納温泉
奉納温泉（ぶのうおんせん）は、長野県北安曇郡小谷村にある温泉。子宝の湯としても知られる。

## 泉質
- ナトリウム-塩化物・炭酸水素塩泉
  - 泉温　31.2℃
  - 加温・循環濾過方式。
  - 効能　リュウマチ性疾患、婦人病、胃腸病、更年期障害他（浴用）、消化器病、糖尿病、肝臓病 他（飲用）

## 温泉地
白馬連峰を望む奉納地区の山あいに、一軒宿「奉納温泉」が存在する。日帰り入浴可能。
浴室は内風呂のみ。冬季（11月中旬〜4月中旬）は休業する。源泉水も自宅用に販売されている。

## 歴史
開湯は明治時代 。一時期捨て置かれたが、1974年（昭和49年）7月28日に部落組合の直営で開業し、同年9月、現在地へ4キロほど引き湯。1980年（昭和55年）には宿泊施設を増築した。
1995年（平成7年）の水害により一時休業。現在は復活している。

## 交通
鉄道
- JR大糸線・南小谷駅より村営バス（土谷線）23分、「奉納」バス停下車 徒歩15分。

自動車
- 北陸自動車道・糸魚川ICより国道148号経由、車で50分。